# Ritmestergården
Ritmestergården er en bindingsværksbygning på hjørnet af Frisegade og Store Kirkestræde i Nykøbing Falster. Bygningen er opført i 1630 og er dermed en af byens ældste bygninger.
Bygningen har været fredet siden 1918.

## Historie
Den ældste del af den eksisterende bygning blev opført omkring 1620-1630, og den stammer således fra renæssancen. Omkring 1740 blev der opført en længe ud mod Frisegade. Den centrale beliggenhed i den gamle del af byen vidner om, at bygningen var ejet af fremtrædende borgere.
Forhuset ud er ombygget omkring år 1800. På nogenlunde samme tidspunkt boede ritmester Cohn her, og han har givet navn til bygningen.
Omkring 1850 blev der indrettet et gæstgiveri i Ritmestergården.
Ritmestergården har bl.a. brugt af navere og som købmandsgård.
I 1918 blev Ritemstergården fredet.
Siden 1960'erne er en stor del af Ritmestergården blevet brugt som kontor for et arkitektfirma. Desuden findes en frisør og et lokalt værtshus også i bygningen.

## Beskrivelse
Bygningen er en tolænge bindingsværksbygning i to stokværk. Længerne er anbragt i en vinkel på hjørne mellem Frisegade og Store Kirkestræde, der fører op til Klosterkirken. Den er gulkalket med et sadeltag i røde tegl. Langs Store Kirkestræde er et udhæng på 1. sal, og knægtene mellem de to etager er rigt udskåret.
Fundamentet er marksten og munkesten. I kælderen findes et muret tøndehvælv. De oprindelige bjælker findes stadig i etageadskillelsen mellem kælderen og stuen.